# 腹張弩

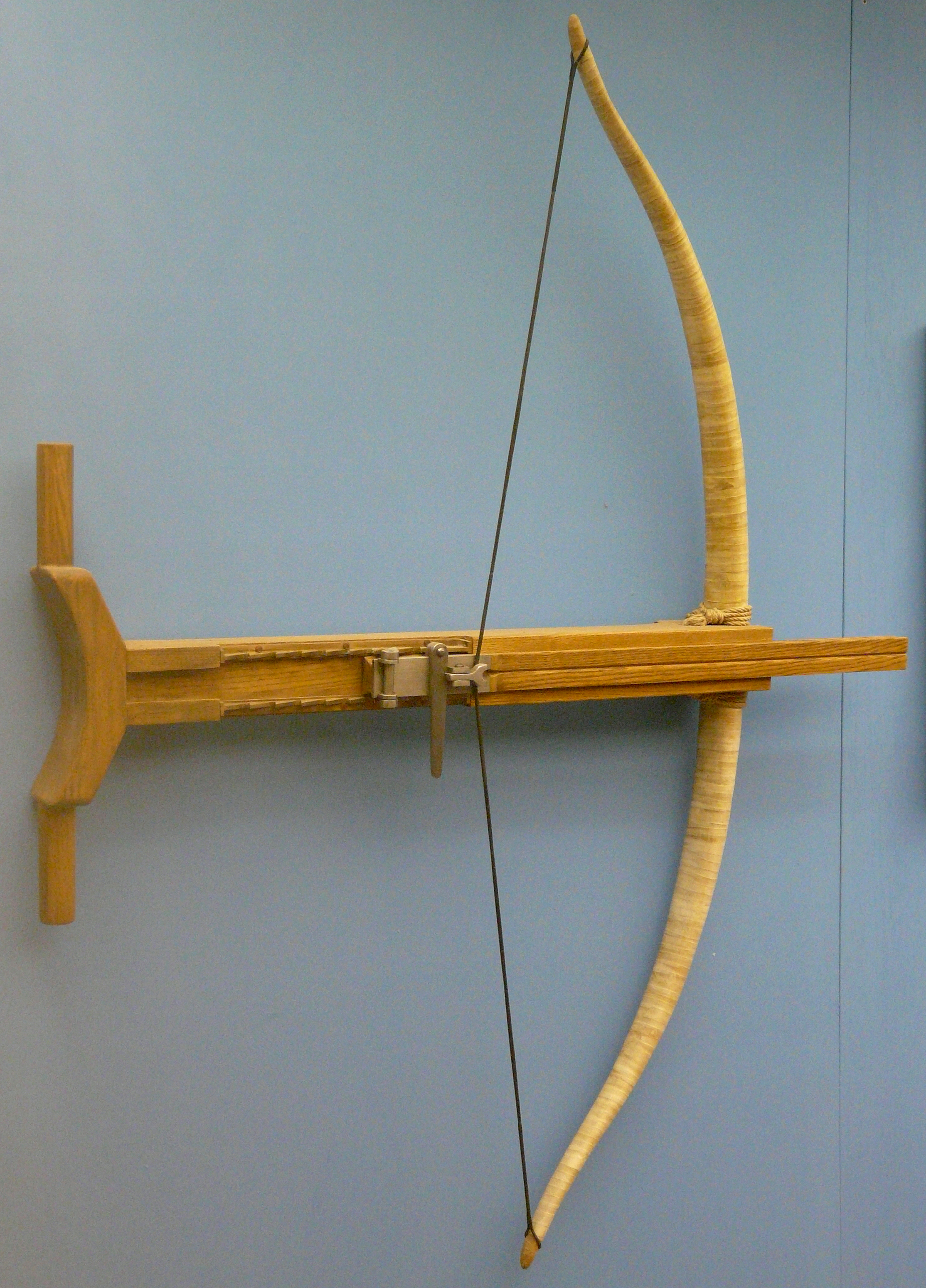
現代人重建的古希臘腹弩

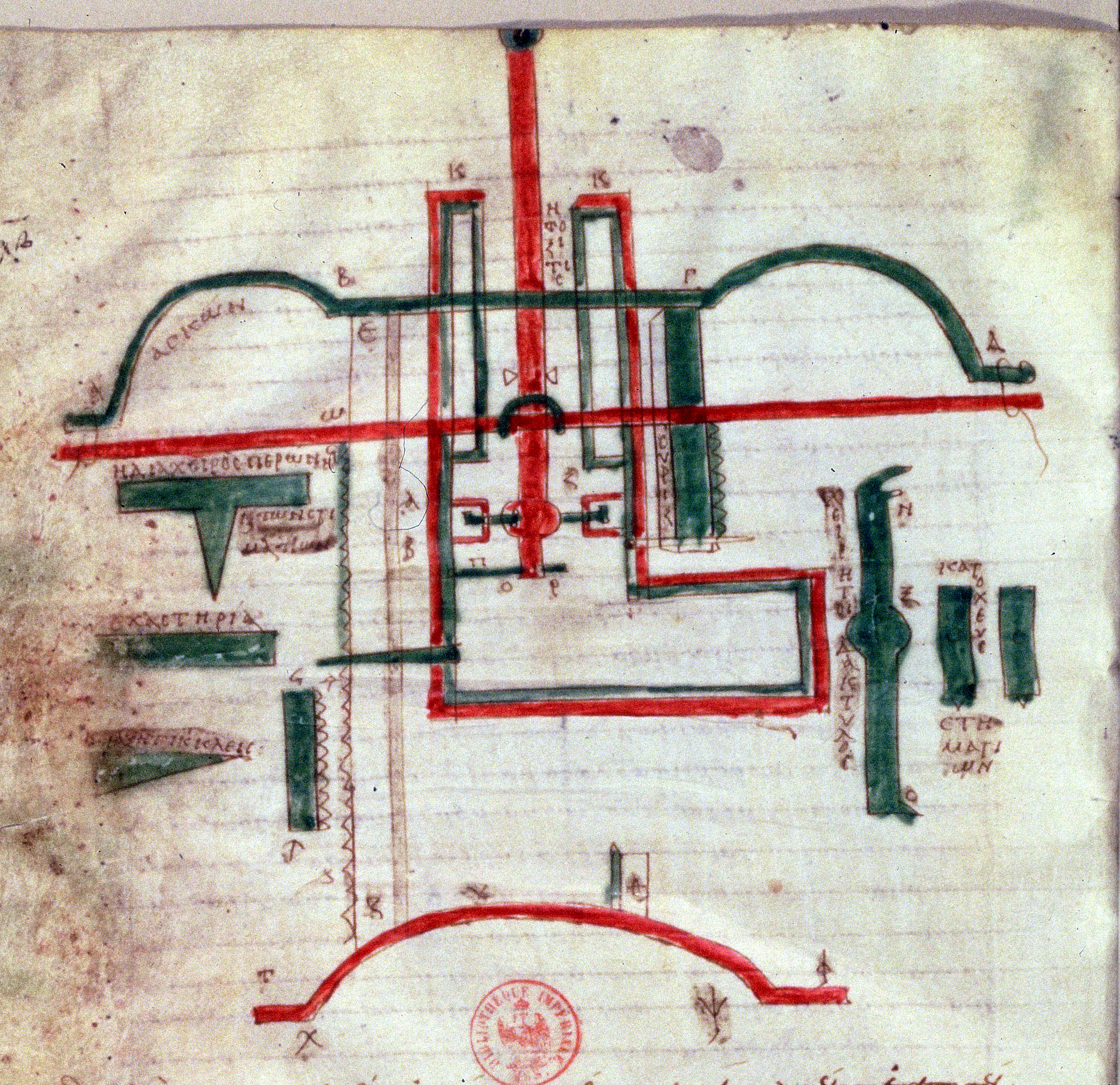
希羅記載的腹弩設計圖

腹弩（希臘語：γαστραφέτης）是古希臘人所使用的手持弩。一世紀希臘知名工程師希羅的著作《弓弩武器制造法》（Belopoeica）是目前保留最早腹弩的記錄，當中這又來自另一位更早的希臘工程師泰西比烏斯的描述。希羅認明腹弩是後來的投射機（Ballista）的先趨，因此腹弩至少於前420年以前的某一時間點被人發明出來。

## 描述
希羅的《弓弩武器制造法》對腹弩有相當仔細的文字描述和圖解，他的資料來自前三世紀的工程師泰西比烏斯。腹弩是將一張力強大的複合弓置於弩座上，弩臂尾端有一道弧形的弩托，張弦時可以利用弩托將弩尾抵住自己腹部，透過可移動滑管傾全身之力下推把弦扣上。相比用手臂拉弦的普通弓，腹弩透過這種方法可推動更大拉力的弓。
然而腹弩在考古上並沒有實際物件被發現，但依靠文獻上希羅的詳細描述已經允許現代學者去試圖重建製造。根據一些研究，因腹弩的尺寸，它似乎需要某種支架去支撐。
腹弩的放大版是銳箭弩（Oxybeles），被用來作為攻城機具。銳箭弩後來被投射機（ballista）取代，接著發展出的手持投射機也取代原有的腹弩。

## 發明的年代
在很長的時間裡，學界多依據學者E. W. Marsden的觀點認為是前399年古希臘敘拉古僭主狄奧尼修斯一世一支工藝團隊所發明。然而近年一些觀點指出，從西西里的狄奧多羅斯的史書並沒有提到這一件事，而是提到一種名為「穿透盾牌機」（katapeltikon）的箭弩機被發明出來。因為希羅在他的《弓弩武器制造法》中提過的弩砲如「穿透盾牌機」等是受早期腹弩的靈感而被研發，因此手持式的弩被引入希臘戰爭中應早於前399年的某個時刻。
腹弩可以推定至少在前421年已經出現，近來學者們重新審視另一位希臘作家畢同（Biton）的記錄，畢同記載兩種進階型腹弩，並說他是依照一位工程師左皮魯（Zopyros）所留下的資料，這位左皮魯可能是前五世紀大希臘塔蘭托的畢達哥拉斯主義者工程師。他可能參與設計進階的支架式弓箭機器，並用來參與前421年庫邁和前401年米利都的圍城戰，因此在這之前原型的腹弩就已經問世。

## 其它古代西方弩

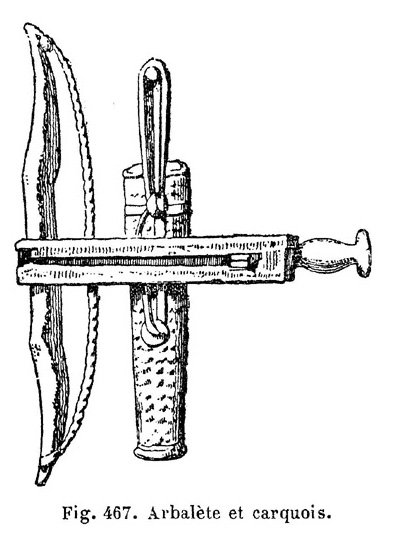
高盧－羅馬弩

除了腹弩外，西方古代還有各種機械式手持弩，與後來中世紀的歐洲弩類似。相關名詞術語在學術上仍有爭論疑慮。
- 希臘和羅馬作家如四世紀的韋格蒂烏斯，多次提到射箭武器如手持弩（希臘人稱cheiroballistra，羅馬人稱manuballista）、弓弩機（arcuballista）等。大多學者們同意其中一項或大多為手持式機械弩，然對於它們到底是使用反曲弓或是如在克桑滕發現的扭力機仍有爭論[10]。
- 羅馬帝國將軍阿里安在他的《戰術》提到羅馬騎兵訓練時從馬背上用某種機械手持武器發射箭矢[11]。

- 從一些羅馬高盧發現的浮雕，顯示射獵情景中使用弩，年代約在一世紀至二世紀間，它的形貌與中世紀後期的弩相似，也有典型的果核形弩牙。從弓身的彎曲性顯示應是複合弓[12][13]。

## 註腳
1. ↑  Campbell 2003，第3ff.頁; Ober 1987，第569頁; Hacker 1968，第37頁; Lewis 1999，第159頁; de Camp 1961，第241頁
2. ↑  Campbell 2003，第3ff.頁; Schellenberg 2006，第18f.頁
3. 1 2 3  Campbell 2003，第3ff.頁
4. ↑  Marsden 1969，第49頁
5. ↑  西西里的狄奧多羅斯 14.42.1
6. ↑  Lewis 1999，第159–168頁; Campbell 2003，第3ff.頁
7. ↑  Peter Kingsley: "Ancient Philosophy, Mystery and Magic" （页面存档备份，存于）, Clarendon Press, Oxford 1995, p.150ff.
8. ↑  Lewis established a lower date of no later than the mid-fourth century (Lewis 1999，第160頁). Same de Camp (de Camp 1961，第241頁).
9. ↑  Biton 65.1–67.4 & 61.12–65.1; Campbell 2003，第3 & 5頁
10. ↑  Romanhideout.com: 在克桑滕附近發現羅馬手弩（Manuballista） （页面存档备份，存于）
11. ↑  阿里安 Tact. 43.1; Baatz 1999，第11–15頁; Campbell 1986，第117–132頁
12. ↑  Dictionnaire des antiquites grecques et romaines: Arcuballista, Manuballista （页面存档备份，存于）
13. ↑  Baatz 1994，第284–293頁

## 延伸讀本
- Diels, H.; Schramm, E. (eds.): "Herons 'Belopoiika'", (Abhandlungen der preussischen Akademie der Wissenschaften, Philosoph.-hist. Kl. 2.) Berlin: Reimer, 1918, Chapter 7
- Schellenberg, H. M.: "Anmerkungen zu Heron von Alexandria und seinem Werk über den Geschützbau", in: Schellenberg, H.M. / Hirschmann, V. E./ Krieckhaus, A. (eds.): "A Roman Miscellany. Essays in Honour of Anthony R. Birley on his Seventieth Birthday", Gdansk 2008, pp. 92–130

## 外部連結
- Ancient Greek Artillery Technology
- Reconstructions and Plans of Greek and Roman Artillery